# Сукре
Сукре (шп. Sucre) је дејуре главни град Боливије и главни град боливијског департмана Чукисака, као и шести град по броју становника у Боливији. Смештен у јужном централном делу земље, Сукре се налази на надморској висини од 2.790 метара. Ова релативно велика надморска висина даје граду суптропску планинску климу са ниским температурама током целе године. Током векова, град је добијао различита имена, укључујући Ла Плату, Чаркас и Чукисаку. Данас је регион претежно кечуанског порекла, са неким заједницама Ајмара и њиховим утицајима.
Сукре има велики национални значај и образовни је и владин центар, као и локација Врховног суда Боливије. Његова пријатна клима и ниска стопа криминала учинили су град популарним међу странцима и међу Боливијцима. Значајно је да Сукре садржи један од најбоље очуваних шпанских колонијалних и републичких историјских градских центара на западној хемисфери - слично градовима као што су Куско и Кито. Ово архитектонско наслеђе и миленијумска историја региона Чаркас довели су до тога да је Сукре проглашен за светску баштину Унеска. Град је имао важно место у историји Боливије од свог места као важног центра у Real Audencia de Charcas, а касније и као прва престоница Боливије пре пада значаја сребра као глобалне минералне робе. Остале су неке регионалне тензије од историјског преноса функција главног града у Ла Паз, а чак и данас ово питање има важну улогу у локалној култури и политичкој идеологији.

## О граду
Сукре је главни град боливијског региона Чукисака. Ранији називи овог града су: Чаркас, Ла Плата и Чикисака. Сукре је град од  226.668 становника, стари део града је под заштитом УНЕСКО-а. Град је основан 29. септембра 1538. као Сијудад де ла Плата де ла Нуева Толедо (Ciudad de la Plata de la Nueva Toledo, Град сребра Новог Толеда). У Сукреу је потписана боливијска декларација независности 1825. Град носи име по револуционару Антонио Хосе де Сукреу.

## Историја
Сукре је основан 30. новембра 1538, под именом Ciudad de la Plata de la Nueva Toledo од стране Педра Анзуреса. Због Шпанске окупације за време колонијалне ере Сукре је веома подсећао на Шпански град због својих уских улица који огледају Андалузијску културу. Због своје климе Сукре је био пожељан град за боравак у колонијалној ери, служио је као добро место за одмор Шпанских аристократа и богатих породица. Сукре такодје има универзитет који је један он најстаријих на свету (Universidad Mayor Real y Pontificia de San Francisco Xavier de Chuquisaca). Боливијски покрет за независност је почео 25. маја 25 1809. звоњавом звона базилике Светог Франциска, ово звоно је звонило до тачке пуцања али се и даље може наћи у овој базилици. Дана 12. јула 1839, председник Хосе Мигел де Веласко је прогласио Сукре главним градом Боливије. Сукре је изгубио титулу главног града када је седиште владе премештено у Ла Паз 1898. Сукре до дана данашњег привлачи хиљаде туриста годишње због своје богате историје, добро очуваног старог дела града и великог броја добро очуваних старих цркава.

## Географија
Сукре је град у региону Чукисака и налази се на висини од 2.904 м. Подељен је на 8 дистрикта, првих пет дистрикта су урбани док су шести, седми и осми дистрикт руралног типа. Сваки од дистриката је контролисан од стране заменика градоначелника Сукреа.

### Клима
Сукре има суптропску планинску климу (Кепен: Cwb), са највишом забележеном температуром од 34,7 °C и најнижом од −6 °C.
| Клима Сукра, Боливија         | Клима Сукра, Боливија | Клима Сукра, Боливија | Клима Сукра, Боливија | Клима Сукра, Боливија | Клима Сукра, Боливија | Клима Сукра, Боливија | Клима Сукра, Боливија | Клима Сукра, Боливија | Клима Сукра, Боливија | Клима Сукра, Боливија | Клима Сукра, Боливија | Клима Сукра, Боливија | Клима Сукра, Боливија |
| Показатељ \ Месец             | .Јан.                 | .Феб.                 | .Мар.                 | .Апр.                 | .Мај.                 | .Јун.                 | .Јул.                 | .Авг.                 | .Сеп.                 | .Окт.                 | .Нов.                 | .Дец.                 | .Год.                 |
| ----------------------------- | --------------------- | --------------------- | --------------------- | --------------------- | --------------------- | --------------------- | --------------------- | --------------------- | --------------------- | --------------------- | --------------------- | --------------------- | --------------------- |
| Апсолутни максимум, °C (°F)   | 32,8 (91)             | 32,2 (90)             | 31,1 (88)             | 31,1 (88)             | 32,8 (91)             | 32,8 (91)             | 30,0 (86)             | 27,8 (82)             | 31,1 (88)             | 32,2 (90)             | 33,9 (93)             | 28,9 (84)             | 33,9 (93)             |
| Максимум, °C (°F)             | 19,5 (67,1)           | 19,0 (66,2)           | 19,4 (66,9)           | 19,3 (66,7)           | 19,6 (67,3)           | 19,1 (66,4)           | 19,4 (66,9)           | 19,9 (67,8)           | 20,6 (69,1)           | 20,8 (69,4)           | 21,2 (70,2)           | 20,0 (68)             | 19,8 (67,6)           |
| Просек, °C (°F)               | 16,2 (61,2)           | 15,7 (60,3)           | 15,8 (60,4)           | 15,5 (59,9)           | 14,9 (58,8)           | 13,8 (56,8)           | 13,9 (57)             | 14,9 (58,8)           | 16,2 (61,2)           | 16,9 (62,4)           | 17,3 (63,1)           | 16,7 (62,1)           | 15,6 (60,1)           |
| Минимум, °C (°F)              | 12,8 (55)             | 12,3 (54,1)           | 12,2 (54)             | 11,6 (52,9)           | 10,2 (50,4)           | 8,5 (47,3)            | 8,3 (46,9)            | 9,9 (49,8)            | 11,2 (52,2)           | 12,4 (54,3)           | 12,8 (55)             | 12,9 (55,2)           | 11,3 (52,3)           |
| Апсолутни минимум, °C (°F)    | 4,4 (39,9)            | 5,0 (41)              | 3,3 (37,9)            | 1,7 (35,1)            | −3,9 (25)             | −2,8 (27)             | −4,4 (24,1)           | −2,2 (28)             | −1,7 (28,9)           | −3,3 (26,1)           | −3,3 (26,1)           | −1,1 (30)             | −4,4 (24,1)           |
| Количина падавина, mm (in)    | 150 (5,91)            | 126 (4,96)            | 108 (4,25)            | 46 (1,81)             | 10 (0,39)             | 4 (0,16)              | 2 (0,08)              | 14 (0,55)             | 23 (0,91)             | 56 (2,2)              | 72 (2,83)             | 124 (4,88)            | 735 (28,94)           |
| Дани са падавинама (≥ 1.0 mm) | 15                    | 13                    | 12                    | 5                     | 1                     | 1                     | 0                     | 1                     | 4                     | 8                     | 10                    | 12                    | 82                    |
| Релативна влажност, %         | 67                    | 70                    | 68                    | 62                    | 46                    | 43                    | 39                    | 44                    | 46                    | 47                    | 52                    | 60                    | 54                    |
| Извор: Deutscher Wetterdienst |                       |                       |                       |                       |                       |                       |                       |                       |                       |                       |                       |                       |                       |

## Становништво
| 1976.  | 1992.   | 2001.   | 2012.   |
| ------ | ------- | ------- | ------- |
| 63.625 | 131.769 | 193.873 | 237.480 |

## Партнерски градови
- Ла Плата, Аргентина[11]
- Сан Мигел де Тукуман, Аргентина[12]
- Сан Салвадор де Хухуј
- Ушуаја
- Брисел
- Мехелен
- Каракас
- Кардиф[13]